# 那の川
那の川（なのかわ）は、福岡県福岡市南区と中央区にまたがる地名。1丁目と2丁目が設置され、2丁目の一部が中央区に、それ以外の地区が南区に設置されている。郵便番号は南区が815-0081、中央区が810-0015。

## 概要
福岡市中央区の中南端と南区の東北端に東西に長く伸びる形で位置する。日赤通りが南北に、百年橋通りが東西に走っており、東側は那珂川に接している。主に商業地域となっている。

## 歴史

### 町域の変遷
| 住居表示実施後               | 実施年月日         | 住居表示実施前（各大字の一部）                                                 |
| ---------------------------- | ------------------ | ------------------------------------------------------------------------------ |
| 那の川一丁目から那の川二丁目 | 1962年（昭和37年） | 永楽町・銀水町・幸ノ町・住ノ江町・八幡本町・二見町・黒金町・大字高宮・大字住吉 |

※政令指定都市施行時に二丁目の一部が中央区に編入された。

## 主な施設

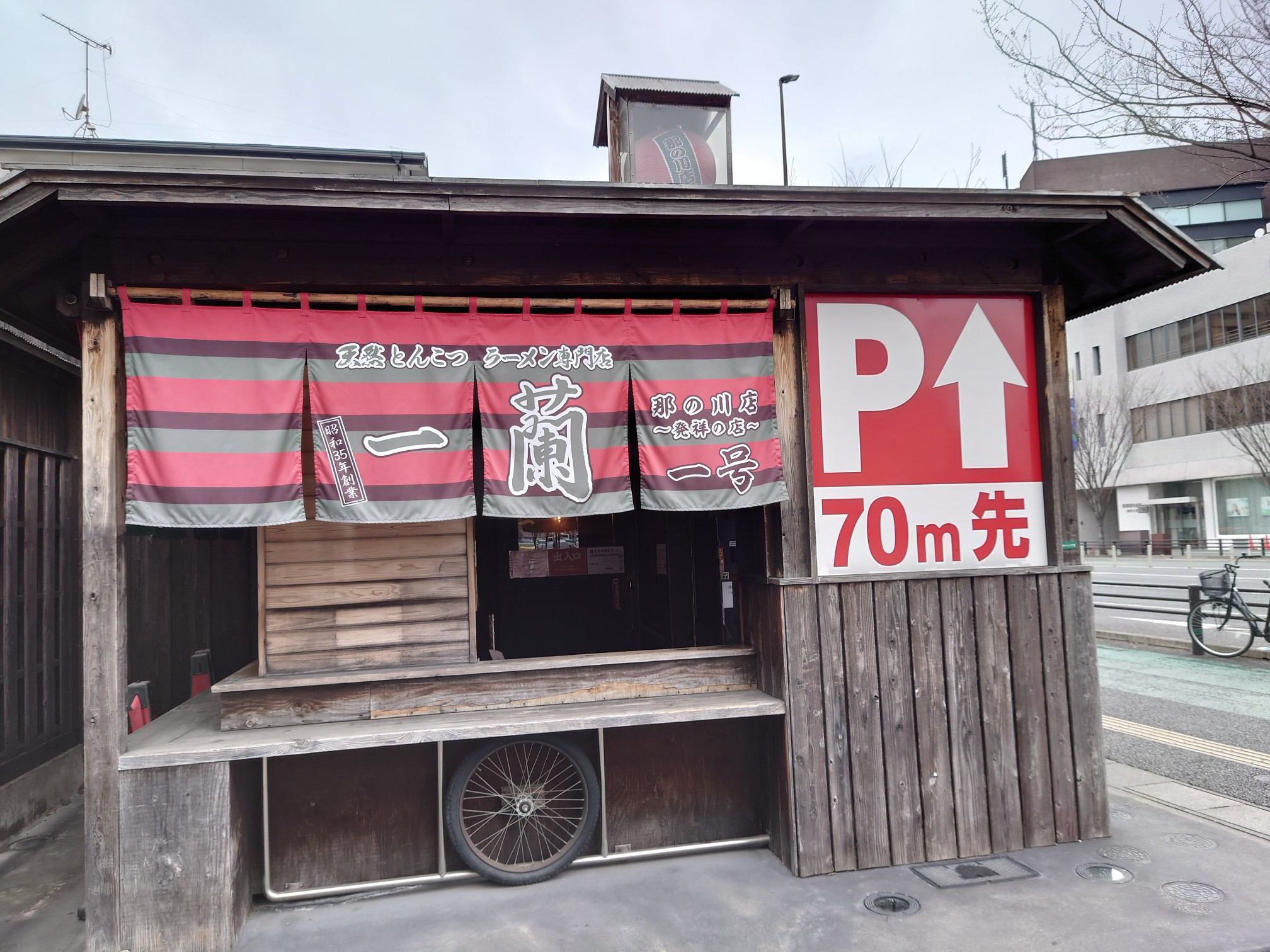
一蘭那の川店脇にあるのれん

- 1丁目（南区）
  - 九電工本社
  - やずや本社[2]
  - バソキ屋本店
  - 公益財団法人福岡労働衛生研究所[3]
  - 福岡中央公共職業安定所那の川労働詰所
  - 福岡県私設病院協会看護学校[4]

- 2丁目（南区）
  - 札幌かに本家福岡那の川店
  - 福岡市高宮ポンプ場
  - 中央米穀商協同組合
  - 一蘭那の川店 ※「一蘭」第1号店。

- 2丁目（中央区）
  - サニー那の川店
  - NTT西日本平尾ビル
  - 九州電力那の川変電所

## 交通

### 道路
- 日赤通り
- 百年橋通り

### 鉄道
- 西鉄天神大牟田線平尾駅

### バス
- 西鉄バス
  - 那の川
  - 那の川二丁目
  - 西鉄平尾駅